# Đường tỉnh 293
Đường tỉnh 293 hay tỉnh lộ 293, viết tắt ĐT293 hay TL293, là đường tỉnh ở tỉnh Bắc Ninh, Việt Nam.
Đường tỉnh 293 bắt đầu từ phường Tân Tiến, tại nút giao Hùng Vương với Quốc lộ 1, đi hướng đông, qua các huyện Lạng Giang, Lục Nam cũ; vượt qua Đèo Bụt tới xã Tây Yên Tử.
Tại xã Dương Hưu ĐT293 nối vào Quốc lộ 279 tại Ngã ba Tẩu .